# Катастрофа Boeing 707 у Гваделупі (1962)
Катастрофа Boeing 707 у Гваделупі (1962) — велика авіаційна катастрофа, що сталася у п'ятницю 22 червня 1962 року. Пасажирський авіалайнер Boeing 707-328A французької авіакомпанії Air France виконував плановий рейс AF117 за маршрутом Париж — Лісабон — Санта-Марія — Пуент-а-Пітр — Каракас — Ліма — Богота — Сантьяго, але при заході на посадку в аеропорті Пуент-а-Пітр літак врізався в гору Дос-де-Ен. Загинули всі 113 людей, що перебували на його борту, — 103 пасажири і 10 членів екіпажу.
На 2022 рік катастрофа рейсу 117 залишається найбільшою (за кількістю загиблих) авіакатастрофою в історії Гваделупи.

## Літак
Boeing 707-328A (реєстраційний номер F-BHST, заводський 18247, серійний 274) був випущений компанією «Boeing» в 1962 році і 23 лютого здійснив свій перший політ. 9 березня того ж року літак був переданий авіакомпанії Air France, в якій отримав ім'я Chateau de Chantilly. Оснащений чотирма турбореактивними двигунами Pratt & Whitney JT4A.

## Екіпаж
На борту рейсу AF117 перебувало 10 членів екіпажу, з них 6 бортпровідники.

## Хронологія подій
Boeing 707-328A борт F-BHST виконував рейс AF117 з Парижа до Сантьяго з проміжними зупинками в Лісабоні, Санта-Марії, Пуент-а-Пітрі, Каракасі, Лімі та Боготі. Після вильоту з Санта-Марії на його борту перебували 10 членів екіпажу та 103 пасажири. Серед пасажирів на борту перебував французький політик і засновник соціалістичної партії Гвіани Джастін Катайє (фр. Justin Catayée).
У Гваделупі була ніч і щосили бушувала гроза, висота хмарності становила близько 300 метрів, а видимість 10 кілометрів. Також в аеропорту Пуент-а-Пітра не працював VOR. На підході до аеропорту екіпаж доповів про проліт ОПРС на висоті близько 1520 метрів, після чого, виконуючи захід на посадку, здійснив розворот у східному напрямку. Через грозу радіокомпас почав давати неправильні свідчення і в результаті пілоти помилково дійшли висновку, що вони увійшли до глісади, але насправді лайнер був ще за 15 кілометрів на захід.
О 04:03, перебуваючи за 25 кілометрів від аеропорту Пуент-а-Пітра, рейс AF117, що знижувався, врізався в схил гори Дос-де-Ен (фр. Dos d'Âne) у комуні Десе на висоті 427 метрів над рівнем моря і повністю зруйнувався. Усі 113 людей на його борту загинули.
Протягом місяця це була вже друга катастрофа Boeing 707 авіакомпанії Air France (попередня відбулася 3 червня). Також ця катастрофа помітно збила ейфорію від відкриття аеропорту в Пуент-а-Пітрі. На 2022 рік катастрофа рейсу 117 залишається найбільшою авіакатастрофою в історії Гваделупі.

## Розслідування
Розслідування ускладнювалося тим, що на лайнері, що розбився, не були встановлені бортові самописці. У підсумку точна причина катастрофи офіційно не була установлена. Її основні версії:
- Помилки авіадиспетчера (невірна передача пілотам рейсу 117 відомостей про погоду).
- Неробочий VOR в аеропорту Пуент-а-Пітра.
- Збій радіокомпаса борту F-BHST через перешкоди, викликані грозо.

## Пам'ять
У 2002 році, до 40-річчя від дня катастрофи, на місці падіння лайнера було встановлено меморіальну дошку. Також було збережено багато уламків літака.

## Наслідки катастрофи
Попри традицію після катастрофи відмовлятися від номера рейсу на знак поваги до загиблих на ньому, рейс AF117 в авіакомпанії Air France існує й досі; маршрут Париж — Шанхай і ним літає Boeing 777.